# Ihor Jakubovskyj
Ihor Kuzmyč Jakubovskyj (ukrajinsky Ігор Кузьмич Якубовський; rusky Игорь Кузьмич Якубовский (Igor Kuzmič Jakubovskij); * 29. ledna 1960 Vilnius) je bývalý sovětský a ukrajinský fotbalový záložník či útočník. Je držitelem ukrajinského občanství.
Absolvoval pedagogický institut (tělesná výchova a sport), poté studoval na Fakultě ekonomie Vilniuské univerzity. Po skončení hráčské a trenérské kariéry působil jako fotbalový sudí v Kyjevě.

## Hráčská kariéra
S organizovaným fotbalem začal roku 1977 v Žalgirisu Vilnius, v sezoně 1981 již pravidelně nastupoval za A-mužstvo.
V období 1982–1990 hrál nejvyšší soutěž SSSR za Metalist Charkov a stal se jednou z legend klubu. V roce 1983 mu byl udělen titul Mistr sportu SSSR. V roce 1986 narukoval do Dinama Kyjev, za A-mužstvo však nenastoupil k žádnému soutěžnímu utkání a vrátil se do Charkova. V sezoně 1987/88 triumfoval s Metalistem Charkov v sovětském poháru. Na podzim 1988 byl kapitánem Metalistu Charkov ve všech čtyřech utkáních v Poháru vítězů pohárů, což byly zároveň jeho jediné starty v evropských pohárech.
Roku 1990 přestoupil do třetiligového Torpeda Zaporožje, s nímž dvakrát slavil postup o soutěž výše a v sezoně 1992 zde zaznamenal své první dva starty v ukrajinské nejvyšší soutěži.
V ročníku 1992/93 byl hráčem Českých Budějovic v posledním ročníku československé nejvyšší soutěže. V sezoně 1993/94 pomohl Jindřichovu Hradci k suverénnímu vítězství v jihočeském přeboru, jindřichohradečtí získali 59 bodů ze 60 možných a postoupili do Divize A.
Na podzim 1994 hájil barvy Tempu Šepetivka v ukrajinské nejvyšší soutěži. Hráčskou kariéru uzavřel v druholigovém klubu Chimik Žytomyr (1995–1998; od 1997/98 jako Polissja Žytomyr). V ročníku 1997/98 zde byl hrajícím trenérem.

## Trenérská kariéra
Zdroj: 
- 1997–1998: Hrající trenér FK Polissja Žytomyr
- 1999–2000: Trenér FK Borysfen Boryspil

## Ligová bilance
| Ročník                                   | Zápasy | Góly | Minuty | Klub                 |
| ---------------------------------------- | ------ | ---- | ------ | -------------------- |
| Sovětská fotbalová Vysšaja liga 1982     | 10     | 0    | –      | Metalist Charkov     |
| Sovětská fotbalová Vysšaja liga 1983     | 26     | 3    | –      | Metalist Charkov     |
| Sovětská fotbalová Vysšaja liga 1984     | 34     | 3    | –      | Metalist Charkov     |
| Sovětská fotbalová Vysšaja liga 1985     | 13     | 2    | –      | Metalist Charkov     |
| Sovětská fotbalová Vysšaja liga 1986     | 6      | 0    | –      | Metalist Charkov     |
| Sovětská fotbalová Vysšaja liga 1987     | 28     | 3    | –      | Metalist Charkov     |
| Sovětská fotbalová Vysšaja liga 1988     | 30     | 6    | –      | Metalist Charkov     |
| Sovětská fotbalová Vysšaja liga 1989     | 30     | 2    | –      | Metalist Charkov     |
| Sovětská fotbalová Vysšaja liga 1990     | 13     | 0    | –      | Metalist Charkov     |
| Premier Liha 1992                        | 2      | 0    | –      | Torpedo Zaporižžja   |
| 1. československá fotbalová liga 1992/93 | 8      | 0    | –      | České Budějovice JČE |
| Premier Liha 1994/95                     | 14     | 0    | –      | Temp Šepetivka       |
| CELKEM 1. ČS. LIGA                       | 8      | 0    | –      |                      |
| CELKEM 1. LIGA SSSR                      | 190    | 19   | –      |                      |
| CELKEM 1. UKR. LIGA                      | 16     | 0    | –      |                      |